# Sechste Isonzoschlacht
1915

1. Isonzo – 2. Isonzo – Erste Dolomitenoffensive – Zweite Dolomitenoffensive – 3. Isonzo – 4. Isonzo – Lavarone (1915–1916)
1916

5. Isonzo – Südtiroloffensive – 6. Isonzo (Doberdo) – 7. Isonzo – 8. Isonzo – 9. Isonzo – 
Lawinenkatastrophe
1917

10. Isonzo – Ortigara – 11. Isonzo – 12. Isonzo – Pozzuolo – Monte Grappa
1918

Piave – San Matteo – Vittorio Veneto
Die Sechste Isonzoschlacht fand während des Ersten Weltkrieges zwischen den Streitkräften Österreich-Ungarns und Italiens zwischen dem 6. und dem 15. August 1916 statt. Der Schwerpunkt der Kämpfe lag dabei auf der Hochfläche von Doberdo und im Bereich des Frontbogens vor Görz.

## Ausgangslage
Die prekäre Situation, in der sich die k.u.k. Streitkräfte im Sommer 1916 befanden (die Brussilow-Offensive musste aufgehalten werden), zwang das Oberkommando dazu, die Isonzofront so weit als möglich auszudünnen. Man hoffte, dass sich Italien von der eigenen Südtiroloffensive noch nicht so weit erholt haben würde, um am Isonzo aktiv werden zu können. Die Stimmung in Italien war jedoch nach den Kämpfen in Südtirol (tatsächlich fanden diese Kämpfe allerdings im Trentino statt, das aber damals noch Süd- oder Welschtirol genannt wurde) auf einem Tiefpunkt angelangt, auch galt es nach den bisherigen vollmundigen Versprechungen („Trieste è Italia“) endlich Ergebnisse vorzuweisen. Es ging dem „Comando Supremo“ nicht um eine entscheidende Schlacht; die Aktion sollte lediglich die Moral stärken, und dazu schien der Begriff „Gorizia“ wie geschaffen. Man wollte also in einem begrenzten Angriff den Brückenkopf vor Görz und die Stadt selbst erobern und dann die Vorwärtsbewegung zunächst wieder einstellen. Die vermeintliche Schwäche der österreich-ungarischen Front sollte in einem Überraschungsschlag ausgenutzt werden. Der Herzog von Aosta, Oberbefehlshaber der 3. Armee, sammelte nur wenige zusätzliche Truppen im Angriffsabschnitt, lediglich sieben Brigaden wurden herangeführt, was die Gegenseite zu deren Nachteil vorerst nicht bemerkte.

## Chronologischer Ablauf
- 5. August 1916

Als Ablenkungsmanöver fanden italienische Scheinangriffe südlich von Görz, bei Selz und Monfalcone statt. Die Aktivitäten hier, am direkten Weg nach Triest, sollten Generaloberst Boroević verleiten, seine Reserven nach Süden zu verlegen, damit sie im Bereich Görz nicht rechtzeitig zur Verfügung stehen konnten.
- 6. August 1916

Um 07:00 Uhr begann nach einer ruhigen Nacht das italienische Artilleriefeuer gegen die gesamte Front der k.u.k. 5. Armee von Tolmein bis nahezu zum Meer. Im Abschnitt Görz und in der Hochfläche von Doberdo steigerte es sich zum Trommelfeuer, das bis zum Nachmittag anhielt. Gegen 16:00 Uhr begann das VI. (it.) Korps mit dem Angriff gegen den Frontbogen, der von der verstärkten 58. k.u.k. Infanterietruppendivision mit neun Bataillonen in der ersten Linie und weiteren sieben Bataillonen in der zweiten Linie auf der anderen Seite des Isonzo gehalten wurde. Weitere zwei Bataillone deckten den Abschnitt südlich des Brückenkopfes bis zur Wippachmündung – dies ebenfalls auf dem östlichen Ufer. Von diesen 18 Bataillonen waren lediglich sieben – aus dalmatinischen Truppen bestehend – voll einsatzfähig, 11 Bataillone waren erst vor kurzer Zeit aus territorialem Landsturm und Marschformationen aufgestellt worden; sie waren völlig kampfunerfahren.

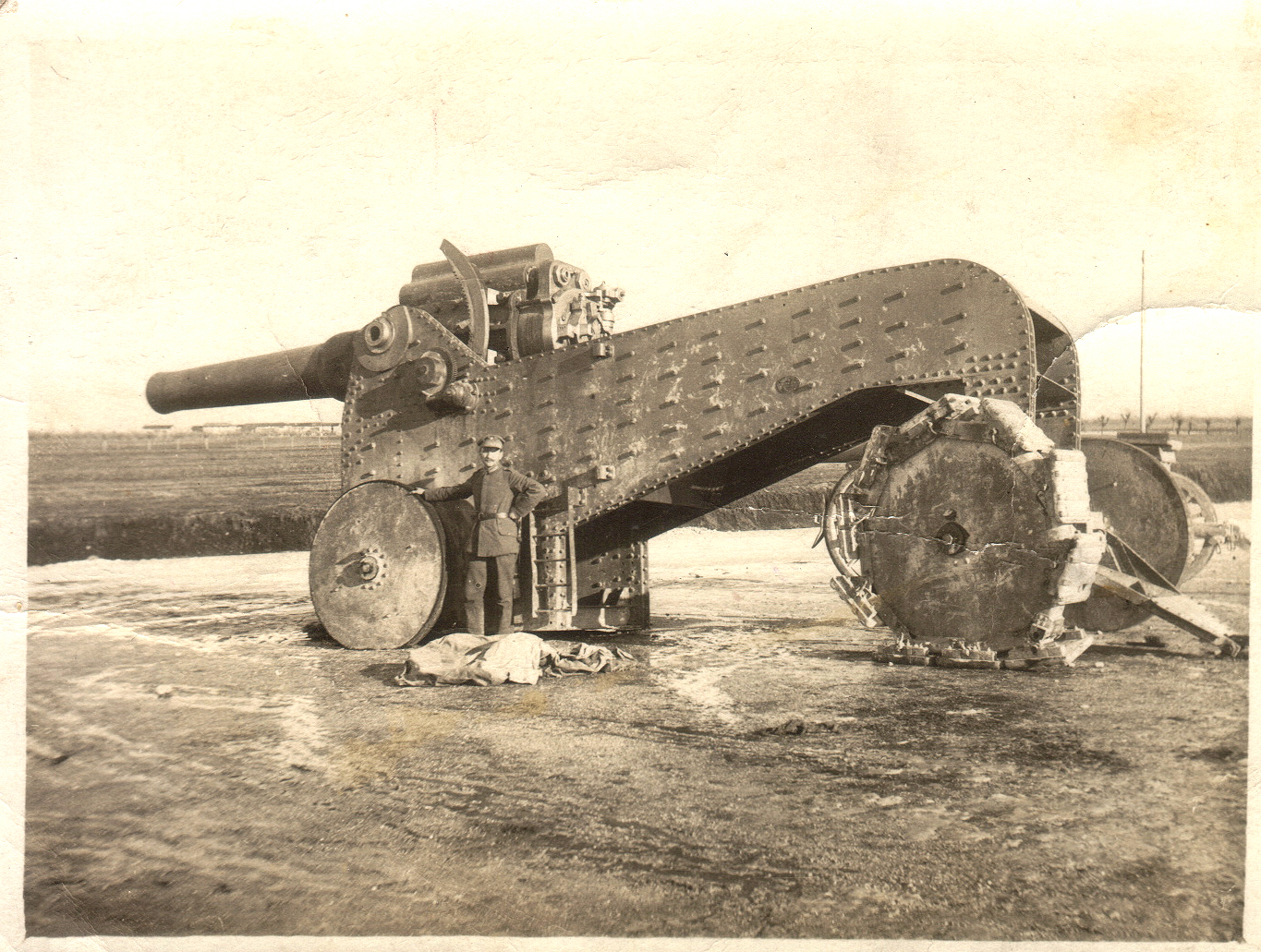
Schweres italienisches Geschütz im Isonzoabschnitt

Die Wellen der angreifenden Fanti konnten die dünnen Linien der Verteidiger überrennen und auch den schwach besetzten Monte Sabotino einnehmen. Sie stießen bis zum Ostrand des Bergmassivs vor, versäumten es jedoch, den Schwung ausnutzend, bis zum Isonzo vorzudringen. In leichterem Gelände südlich des Monte Sabatino gelang es jedoch, den Brückenkopf in seinem nördlichen Teil einzudrücken und mit starken Kräften das östliche Flussufer zu erreichen. Der südliche Teil des Brückenkopfes konnte von den Verteidigern behauptet werden. Herbeigezogenen Reserven gelang es während der Nacht, in erbitterten Nahkämpfen die Italiener aus dem eroberten Gebiet zu vertreiben und auch auf dem Bergrücken wieder ein Stück zurückzudrängen. Dabei wurden etwa 2000 Gefangene gemacht.
Da der Monte San Michele den Brückenkopf von Görz flankierend beherrschte, war es für die Italiener zwingend notwendig, auch diesen einzunehmen. Verteidigt wurde der Abschnitt vom VII. (k.u.k.) Korps unter General der Kavallerie Erzherzog Josef, dem dafür die 17. Infanterietruppendivision (Feldmarschalleutnant von Gelb) und die 20. Honved-k.u.k. Infanterietruppendivision (Generalmajor Géza Lukachich) zur Verfügung standen. Es handelte sich hierbei um 27 Bataillone, von denen 18 Bataillone die etwa 10 Kilometer lange erste Linie besetzt hielten, während die übrigen 9 Bataillone in Reserve lagen.
Gleichzeitig mit dem Angriff auf den Brückenkopf und den Monte Sabotino begann auch der Kampf um den Monte San Michele. Gegen den erbitterten Widerstand der Verteidiger gelang es, in die ersten Stellungen einzudringen. Gegenangriffe stoppten den italienischen Angriffsschwung und warfen die Angreifer stellenweise wieder zurück. Am Abend des Tages war das österreich-ungarische Stellungssystem auf der Hochfläche von Doberdo mit Ausnahme einer vorgeschobenen italienischen Stellung am Gipfel des Monte San Michele wieder vollständig in der Hand der Verteidiger.
- 7. August 1916

Den ganzen Tag über versuchten die Italiener in breiter Front mit mindestens 12 Regimentern den Brückenkopf einzudrücken und auch den Monte San Michele wieder in ihren Besitz zu bringen. Bis zum Abend konnten sie gegen die sich vehement wehrenden Verteidiger jedoch im Brückenkopf keinen Erfolg erzwingen. Auf dem Monte San Michele war es den Angreifern gelungen, die österreich-ungarischen Stellungen einzunehmen; ein unverzüglicher Gegenangriff der letzten Reserven des k.u.k. VII. Korps konnte sie zwar kurzzeitig wieder hinausdrängen, die Situation war aber nicht zu halten, und man musste wieder zurück. Obwohl die Stellungen auf den anderen Teilen der Hochfläche von Doberdo fest in der Hand der Verteidiger blieben, erkannte das k.u.k. Oberkommando jedoch jetzt die Aussichtslosigkeit der Situation – die als Verstärkung versprochenen 2. und die 8. Gebirgsbrigade aus Tirol waren noch nicht eingetroffen – und sah sich zum Handeln gezwungen, um den schlimmsten Fall zu verhindern.
- 8. August 1916

Um 02:00 Uhr gab das k.u.k. Oberkommando den Befehl, den Frontbogen westlich des Isonzo zu räumen; die Nachhuten zogen sich in der Nacht zum 9. August auf das linke Isonzoufer zurück.
Hier wurde zunächst versucht Widerstand zu leisten, da es den Italienern jedoch gelungen war, weiter südlich den Fluss zu überqueren, drohte die Gefahr von der linken Flanke – die Verteidiger mussten Görz preisgeben und sich in die zweite Linie hinter der Stadt zurückziehen. Der Personalbestand der k.u.k. Truppen in diesem Abschnitt war auf etwa 5000 einsatzfähige Männer gesunken. Die Artillerieunterstützung ließ nach, da es zu Engpässen im Munitionsbestand kam.

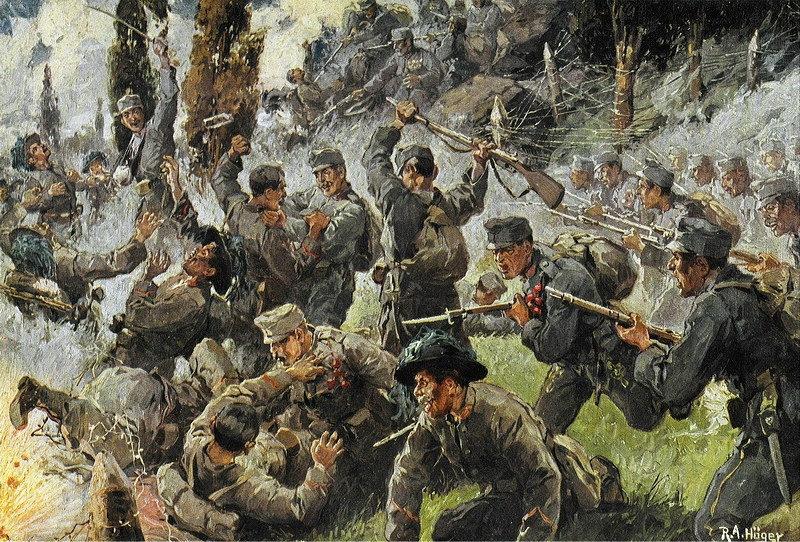
Kämpfe auf dem Doberdo

Auf der Hochfläche war die Situation für die Angreifer aussichtslos, alle Aktionen blieben ohne Erfolg.
Eine weitere Verkürzung der Frontlinie aus taktischen Gründen war jedoch unvermeidlich geworden; man entschloss sich daher, auch die Hochfläche von Doberdo aufzugeben und die Verteidigung in der Stellung hinter dem Valloneabschnitt neu zu organisieren. Es würde allerdings einige Zeit dauern, alles Kriegsgerät zu bergen und die Artillerie nach hinten zu verlegen. Die Frontbegradigung konnte daher frühestens am Morgen des 10. August beginnen. In der Nacht vom 8. auf den 9. August sprengten Sappeure der österreichischen Truppen den steinernen Hauptbogen der Salcanobrücke beim Rückzug von Görz.
- 9. August 1916

Das italienische Oberkommando erweiterte nun den Angriff und versuchte nach Görz auch den nördlichen der beiden Eckpfeiler der Front, den Monte Santo, von Plava aus einzunehmen. Alle den ganzen Tag andauernden Angriffe auf den Berg scheiterten am Widerstand der k.u.k. Infanterieregimenter Nr. 22 (Dalmatien) und Nr. 52 (Ungarn). Ungarische Landwehr konnte nochmals kurzzeitig den Gipfel des Monte San Michele zurückerobern, musste ihn dann aber wieder aufgeben. In diesem Bereich trat danach Ruhe ein.
- 10. August 1916

Weitere Angriffe auf den Monte Santo blieben ergebnislos. Die Stellungen am Monte San Michele wurden ungestört geräumt. Es kam zu keinen weiteren Kampfhandlungen.
- 11. August 1916

Keine größere Aktivitäten. Die 2. und die 8. Gebirgsbrigade trafen ein.
- 12. August 1916

Massive italienische Angriffe gegen die neue Frontlinie der 58. k.u.k. Division östlich von Görz wurden abgewiesen.
- 13.–15. August 1916

Es folgten ständige Angriffe gegen Sv. Katarina, Panowitz, San Marco und Vertojba im Wippachtal, gegen die Felsplatte von Nad Logem, gegen die Orte Lokvica, Opacchiasella und Nova Vas, gegen die Höhen 208 und 144 auf der Karsthochfläche. Besonders schwere und äußerst verlustreiche Kämpfe fanden auf der Hochfläche von Comen statt, da hier für die Verteidiger keine vorbereiteten Stellungen vorhanden waren und diese im Felsboden des Karsts erst mühevoll angelegt werden mussten.
- 16. August 1916

Nachdem es den Italienern nicht gelungen war, über die begradigte Front hinaus weiter vorzudringen, wurde die Offensive an diesem Tag eingestellt.